# Kröller-Müller Museum
Kröller-Müller Museum är ett konstmuseum i nationalparken Hoge Veluwe i Otterlo, Ede kommun i östra Nederländerna.
Museet har den näst största samlingen målningar av Vincent van Gogh efter Van Gogh-museet i Amsterdam. Andra framstående verk finns av Piet Mondrian, Georges-Pierre Seurat, Odilon Redon, George Braque, Paul Gauguin, Lucas Cranach den äldre, James Ensor, Juan Gris och Pablo Picasso.
Museet har sitt namn efter konstsamlaren Helene Kröller-Müller, som var en av de första som började samla verk av Vincent Van Gogh. Hon donerade 1935 hela samlingen till den nederländska staten. Museet, som ritades av Henry van de Velde, öppnade 1938. År 1961 tillkom skulpturparken och 1977 en ny utställningsflygel, ritad av Wim Quist.

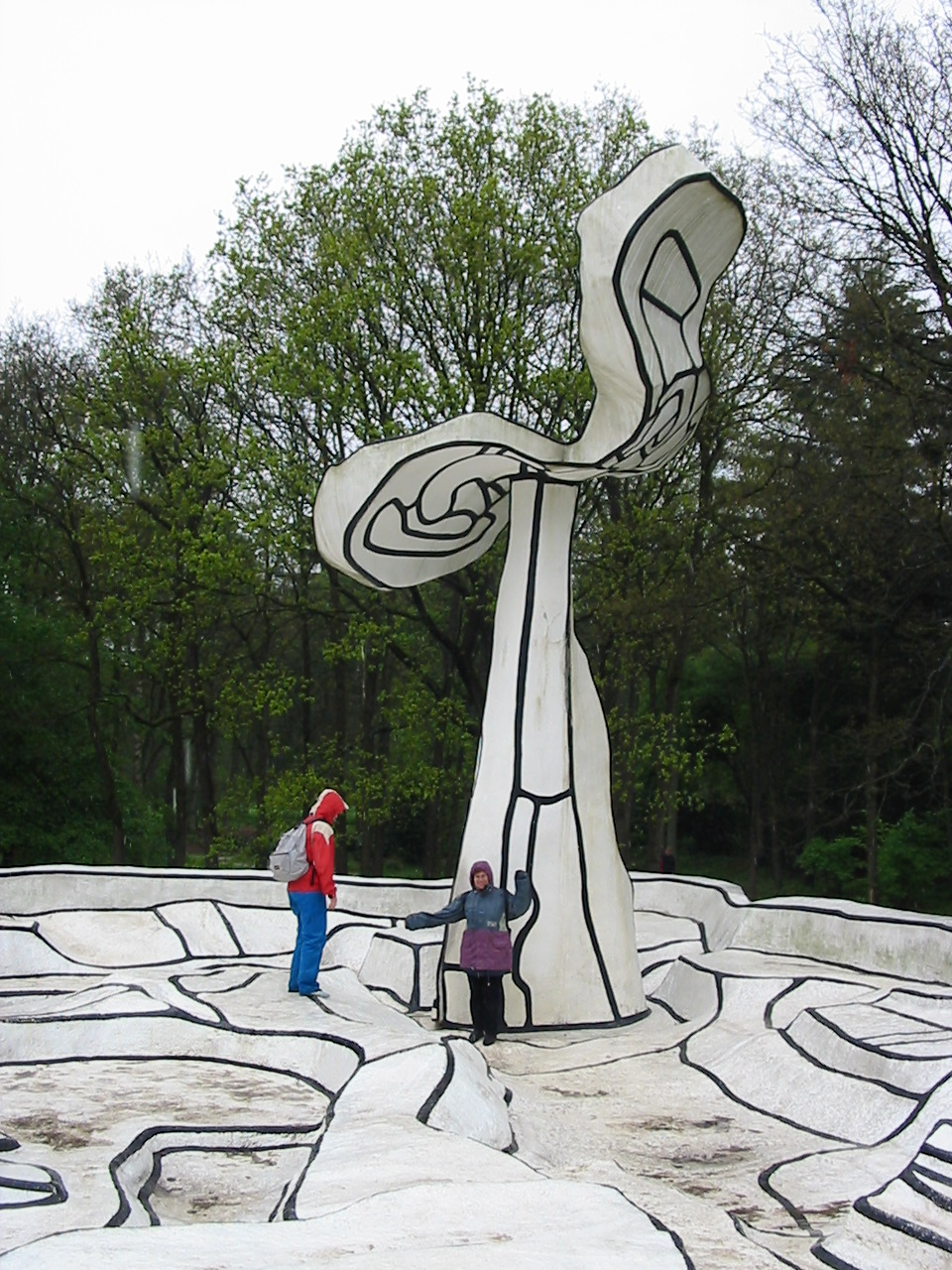
Jardin d'émail av Jean Dubuffet i Kröller-Müller Museums skulpturpark

## Skulpturparken
Huvudartikel:Kröller-Müllermuseets skulpturpark
Kröller-Müller Museum är också känd för sin 300.000 kvadratmeter stora skulpturpark med en fin samling modern och samtida skulptur. Samlingen innehåller verk av bland annat Auguste Rodin, Henry Moore, Barbara Hepworth, Jean Dubuffet, Sol LeWitt, Richard Serra och Claes Oldenburg.